# Vargmossens naturreservat
Vargmossens naturreservat är ett naturreservat i Valdemarsviks kommun i Östergötlands län.
Området är naturskyddat sedan 2018 och är 43 hektar stort. Reservatet ligger sydost om Storsjön och består av själva Vargmossen som omges av hällmarker och trädbeklädda småmossar.